# Sassoferrato (målare)

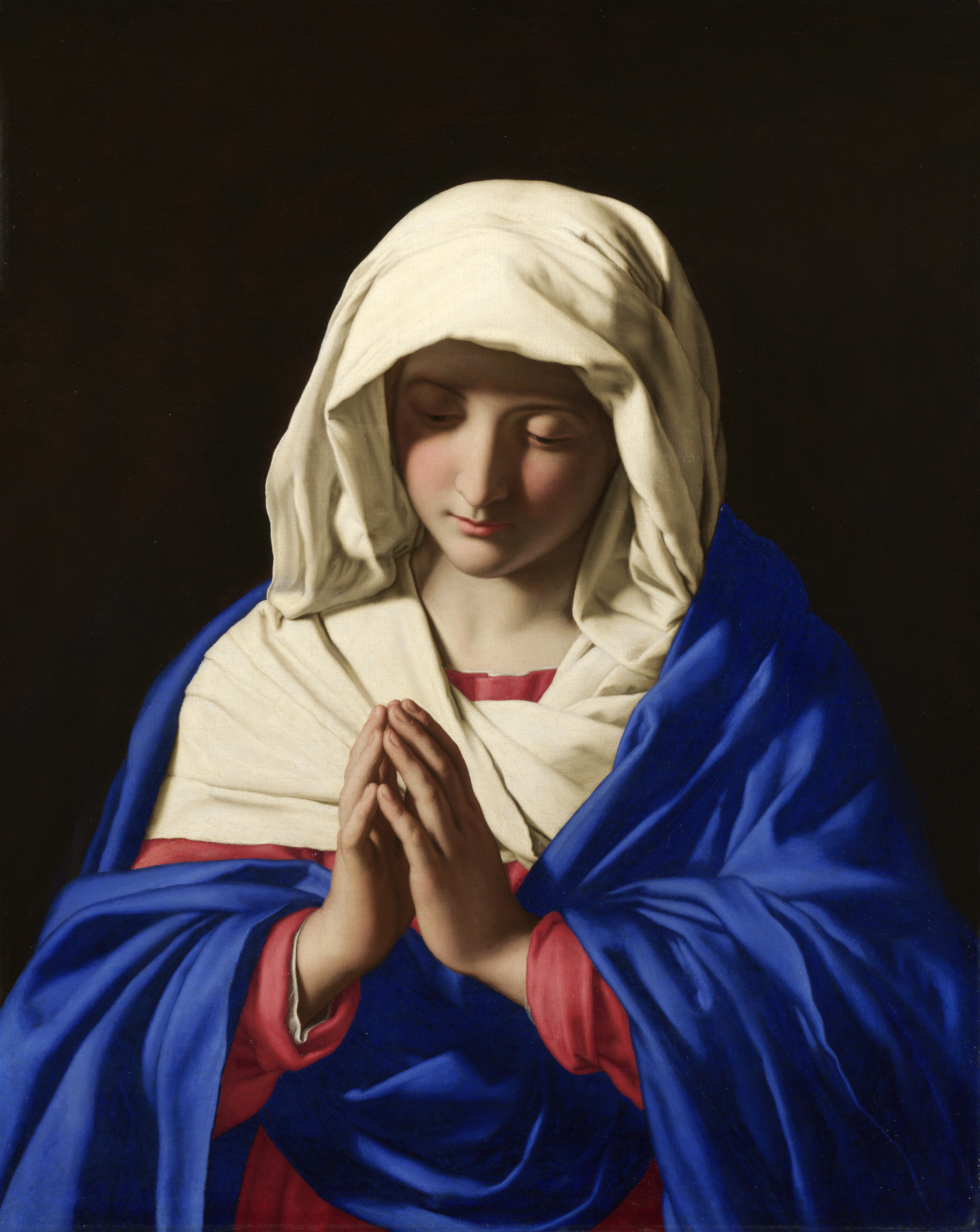
Jungfrun i bön (1640–1650). National Gallery i London.

Sassoferrato (egentligen Giovanni Battista Salvi), född 25 augusti 1609 i Sassoferrato, död 8 augusti 1685 i Rom, var en italiensk målare under barocken.
Sassoferrato målade madonnor i Rafaels efterföljd. Han var i huvudsak verksam i Urbino och var förmodligen elev till Domenichino.